# Dorothea Klumpke
Dorothea Klumpke Roberts (ur. 9 sierpnia 1861 w San Francisco, zm. 5 października 1942 tamże) – amerykańska i francuska astronom.

## Życiorys
Urodziła się w rodzinie Amerykanów pochodzenia niemieckiego Johna Geralda Klumpke (1825–1917) i Dorothei Mathildy Tolle (1834–1922). Z ośmiorga dzieci troje zmarło w dzieciństwie. Kiedy była mała, jej rodzice rozwiedli się. W 1877 razem z matką i siostrami zamieszkała w Paryżu. Studiowała najpierw muzykę, a później astronomię na Sorbonie. W 1886 otrzymała w tej dziedzinie licencjat i podjęła pracę w Obserwatorium Paryskim. Współpracowała z Guillaume’em Bigourdanem i Lipót Schulhofem, a następnie z pionierami astrofotografii braćmi Henry, którzy fotografowali asteroidy. Pracowała również nad powstaniem „Atlasu Nieba”.
W 1889 roku otrzymała nagrodę Towarzystwa Astronomicznego Francji, a w 1893 jako pierwszą kobietę mianowano ją oficerem Francuskiej Akademii Nauk. 14 grudnia 1893 również jako pierwsza kobieta otrzymała stopień doktora nauk Sorbony za pracę badawczą nad pierścieniami Saturna. Następnie została pierwszą kobietą-dyrektorem Biura Miar Obserwatorium Paryskiego.
Uczestniczyła w wielu wyprawach badawczych: m.in. w 1899 obserwowała z balonu deszcz meteorów. W 1901 wyszła za mąż za walijskiego astronoma Isaaca Robertsa i rozpoczęła współpracę naukową z mężem, porzucając pracę w Obserwatorium Paryskim. Roberts zmarł w 1904, pozostawiając żonie znaczny majątek i dorobek naukowy. Dorothea wróciła do pracy w Obserwatorium Paryskim, gdzie kontynuowała badania Robertsa, m.in. nad mgławicami.
22 lutego 1934 została odznaczona Legię Honorową V klasy. 
Ostatnie lata spędziła w San Francisco, gdzie zmarła. Przeznaczyła część majątku na pomoc dla zdolnych młodych astronomów oraz ustanowiła nagrodę im. Dorothei Klumpke-Roberts.
Planetoidy: (339) Dorothea i (1040) Klumpkea zostały nazwane na jej cześć.
Jej siostrami były: malarka Anna Elisabeth Klumpke, lekarka Augusta Klumpke oraz muzyczki Julia Klumpke i Mathilde Klumpke.